# 7 (Prince)
7 is een nummer van de Amerikaanse muzikant Prince en zijn begeleidingsband The New Power Generation uit 1992. Het is de derde single van zijn 14e studioalbum Love Symbol Album.
"7" kent invloeden uit de muziek uit het Midden-Oosten, en bevat een sample uit Tramp van Lowell Fulson. De tekst bevat religieuze en apocalyptische verwijzingen, en de "7" in de titel verwijst naar de zeven hoofdzonden. Het nummer werd een hit in Noord-Amerika; het bereikte de 7e positie in de Amerikaanse Billboard Hot 100. In de Nederlandse Top 40 bereikte het nummer een bescheiden 28e positie.